# 竹内ななみ
竹内 ななみ（たけうち ななみ、2004年10月2日 - ）は、日本の女性アイドルで、SUPER☆GiRLSのメンバーであり7代目リーダー。
兵庫県出身。エイベックス・マネジメント所属。愛称は、ななみん。

## 略歴
保育園の頃からファッション雑誌を読むほどモデルに憧れ、小学生のときにモデルオーディションに合格しキッズモデルとして活動を開始。2016年にエイベックスの育成モデルユニットのオーディションを受けてエイベックス・アーティストアカデミー大阪校に入学し、2017年から2018年にかけてガールズモデルユニットa♡moや育成ユニットPARLISHのメンバーとして活動していた。
2021年6月12日に開催された『SUPER☆GiRLS 11th Anniversary 〜Cha11enge〜』でSUPER☆GiRLS第5期メンバーとして加入することを発表し、お披露目された。その後、大学受験にむけて学業に専念するために2022年8月21日より約半年間活動を休止し、2023年3月3日の活動再開初日には志望校に合格した喜びの声を発信している。
2023年12月29日開催の『SUPER☆GiRLS Debut 13th Anniversary 〜♡君とスパガのHeart Diamond♡〜』で、SUPER☆GiRLSの7代目リーダーに就任することが発表された。
グループ活動だけでなく、テレビ番組『ワイドナショー』（フジテレビ）にワイドナティーンとして複数回出演したり、『呼び出し先生タナカ』（フジテレビ）に高学歴アイドルとして出演するなど、ソロでも活動の幅を広げている。

## 人物
SUPER☆GiRLSでのイメージカラー（超絶カラー）はラブリー・レッド（赤色）。
モデルの仕事と並行して学業にも積極的に励み、中学時代の成績はほぼオール5、高校時代の偏差値は74.8。地元である神戸の高校に通いながらアイドル活動を続け、2023年に志望校の横浜国立大学に進学して化学を専攻。いわゆる「リケジョ」アイドルとして活動している。
野球観戦が趣味で阪神タイガースのファンであることを明言しており、野球好きアイドルとして『TOKYO IDOL FESTIVAL 2023』で開催されたトークコーナー『TIF部活動「プロ野球大好き部」』や、オンライン配信番組『黒嵜菜々子のわたしを野球につれてって！』などにも出演している。また、甲子園球場での2025年シーズン阪神タイガース主催試合でビジョン放映される"カンパイ動画"にビール売り子役で出演している。なお高校では、女子バレーボール部のマネージャーだった。
白米が好物で、グループの活動の一環として「ななみんの白米格言茶碗」というグッズを販売し、その購入者と「ななみんと白米を囲む会」と題した配信イベントを行ったこともある。

## 出演

### テレビ番組
- 全力坂（2024年2月20日・2月28日、EX）[22][23]

### モデル
- 「ホテル ユニバーサル ポート」冊子表紙モデル（2016年）
- 「INNER PRESS」カタログモデル（2016年 - 2018年）
- 「Diable」カタログモデル（2018年）
- 「Unica」カタログモデル（2020年 - 2021年）
- 「ECCアーティスト美容専門学校」ECCコレクション モデル（2020年11月28日）
- 「きもの・呉服の専門店 神戸ひめや」振りそでイメージモデル（2020年10月 - 2021年10月）

### ファッションショー
- 阪神春のキッズスタイルファッションショー（2016年）
- ランウェニスタコレクション2016（2016年） - 関西ステージファイナリスト
- JSガールフェスティバル（2016年・2017年）
- ニコプチ n☆p GIRLS COLLECTION 2017（2017年5月1日）
- 関西キッズコレクション（2017年5月14日）
- CREATOUS MAGAZINE COLLECTION Vol.9（2017年8月7日）
- エキスポシティキッズファッションカーニバル（2017年11月）
- 神戸キッズファッションショーmeetsニコプチ（2018年1月）
- Kobe Fashin Week × WOOF（2018年4月7日）
- CREATOUS MAGAZINE COLLECTION Vol.11（2018年8月6日）
- Oh! saka wonderland 2018（2018年10月）
- WSJ Festival（2018年10月20日）
- THE BLAND STYLE FESTIVAL（2018年12月）
- CREATOUS MAGAZINE COLLECTION Vol.12（2019年4月2日）

### ソロライブ
- ななみの日 1st ソロライブ "七彩" 〜nanairo〜（2023年7月3日、パームス秋葉原）[24]
- 竹内ななみ 生誕ソロライブ 〜throw down the gauntlet〜（2023年10月1日、パームス秋葉原）[25]
- ななみの日 2nd ソロライブ 〜This is My Life!〜（2024年7月3日、表参道GROUND）[26]
- ななみの日 3rd ソロライブ 〜令和"7"年"7"月"3"日☆これが本当のななみの日！〜（2025年7月3日、表参道GROUND）

### 舞台
- 大阪俳優市場 2017年春『天使にアイドルソングを』（2017年3月22日 - 27日、世界館） - Aチームに出演（Wキャスト）
- 朗読劇 Girls Reading theater「童話シリーズ」GW Special（2022年5月3日、浅草花劇場） - 第2部・第3部に出演[27]